# Lithuanian Gay League
De Lithuanian Gay League (LGL; Litouws: Lietuvos Gėjų Lyga) is een homo-emancipatie-organisatie in Litouwen. LGL, dat op 3 december 1993 werd opgericht, is de enige niet-gouvernementele organisatie in Litouwen die uitsluitend de belangen van de plaatselijke LGBT*-gemeenschap vertegenwoordigt. 
Op basis van meer van 20 jaar expertise in belangenbehartiging, bewustmaking en gemeenschapsvorming streeft de LGL naar een voortdurende vooruitgang op het gebied van mensenrechten voor LGBT*-mensen. Het basisprincipe van de organisatie is onafhankelijkheid van alle politieke en financiële belangen met als doel de sociale integratie van de Litouwse LGBT*-gemeenschap te bevorderen. 
De Lithuanian Gay League is lid van het Nationaal Forum voor Gelijkheid en Diversiteit (Litouws: Nacionalinis Ligybės ir Įvairovės Forumas, NLIF) en de Mensenrechtencoalitie (HRC). De LGL neemt deel aan internationale samenwerking in het kader van koepelorganisaties zoals International Lesbian, Gay, Bisexual, Trans and Intersex Organisation (ILGA), IGLYO, European Pride Organisers Association (EPOA) en Transgender Europe. Verder ondersteunt de LGL zowel nationaal als internationaal diverse initiatieven om haar inzet voor LGBT*-rechten te positioneren in een breder mensenrechtendiscours.
Het kantoor van de organisatie is gevestigd in Vilnius. Dit is de ruimte waar het team van LGL verschillende projecten uitvoert, vergaderingen organiseert en de leden van de lokale LGBT*-gemeenschap en hun sympathisanten uitnodigt voor diverse evenementen. Het kantoor van de LGL is ook de thuisbasis voor het enige LGBT*-centrum in het land. Dit centrum heeft een bibliotheek die ook gratis internettoegang biedt. Het LGBT*-centrum staat open voor iedereen die geïnteresseerd is in meer informatie over de activiteiten van de organisatie en de mensenrechtensituatie van LGBT*-mensen in Litouwen.
Het LGL-team bestaat uit 5 bestuursleden, 7 werknemers, 2 internationale vrijwilligers (in het kader van het Europees vrijwilligerswerk) en meer dan 20 lokale en internationale vrijwilligers. Ook leden van buiten de LGBT*-gemeenschap nemen deel aan de activiteiten van de organisatie.

## Activiteiten
De kernactiviteiten van de organisatie zijn: 
1. toezicht op de uitvoering van de internationale verplichtingen van de Republiek Litouwen op het gebied van mensenrechten met betrekking tot LGBT*-personen;
2. preventie van wetgevende initiatieven op het gebied van homo-, bi- en transfobe wetgeving en ondersteuning en bevordering van pro-LGBT*-wetten en -richtlijnen;
3. uitbanning van institutionele discriminatie van LGBT*-personen. Formele en juridische gelijkheid leidt echter niet automatisch tot een verbetering van de levenskwaliteit.

Daarom zijn volgens de ''Lithuanian Gay League'' openheid, het gevoel tot een groep te behoren en de identificatie van concrete doelen de sleutel tot een succesvolle empowerment van LGBT*-personen in Litouwen.
De LGL is actief op verschillende gebieden en probeert zo verschillende aspecten van het leven in Litouwen te beïnvloeden. Zo wordt de vrijheid van meningsuiting beschermd door de tenuitvoerlegging van de Litouwse wet tegen homoseksuele propaganda aan te vechten. Dit gebeurt via diverse wettelijke kanalen, zoals bewustwordingscampagnes en publieke debatten met positieve informatie over de LGBT*-gemeenschap. Het recht op vrijheid van vreedzame vergadering wordt uitgeoefend door het organiseren van grootschalige bewustmakingsevenementen, zoals de jaarlijkse Regenboogdagen en het Baltic Pride-festival, die om de drie jaar plaatsvinden. De betrokkenheid van de gemeenschap wordt verzekerd door de ontwikkeling van vrijwilligerswerk binnen de activiteiten van de organisatie en door het organiseren van conferenties, seminaries, workshops en andere culturele evenementen voor de leden van de lokale gemeenschap. Preventiestrategieën tegen homofobe en transfobe haatmisdrijven omvatten het monitoren en documenteren van incidenten, het opleiden van de politie en campagnes om de LGBT*-gemeenschap aan te zetten om misdaden aan te geven. Internationale advocacy wordt gewaarborgd door het opstellen van 'schaduwrapporten' over internationale mechanismen voor het beschermen van de mensenrechten. Ook publiceert de LGL een nieuwsbrief (met meer dan 6000 internationale abonnees) en neemt men deel aan activiteiten van het regionale LGBT*-netwerk.

## Geschiedenis
Kort na het herstel van zijn onafhankelijkheid decriminaliseerde Litouwen consensuele seksuele betrekkingen tussen mannen. Vóór de wijziging van het wetboek van strafrecht in 1993 waren dergelijke betrekkingen strafbaar met gevangenisstraffen van meer dan een jaar. Ondanks deze vooruitgang leefden "Litouwse homoseksuelen nog steeds ondergronds, niet in staat om zichzelf te zijn, gestigmatiseerd door de media als verspreiders van HIV", zoals de leiders van de nationale LGBT*-beweging, Vladimir Simonenko en Eduardas Platovas, zich herinneren. Om deze discriminatie te bestrijden openden Simonenko en Platovas in 1993 de club "Amsterdam" in Vilnius en lanceerden ze de gelijknamige krant in 1994. In april 1994 organiseerden zij in de Litouwse stad Palanga een conferentie van de ''International Lesbian and Gay association'' (ILGA). Dit evenement was bijzonder belangrijk omdat het de eerste conferentie in zijn soort was in een voormalige Sovjetstaat. Simonenko en Platovas hebben de ''Lithuanian Gay League'' officieel opgericht in 1995. Sindsdien is het de enige organisatie in het land die uitsluitend vecht voor de bevordering van LGBT*-rechten.